# Gyldne danske reklamefilm
Gyldne danske reklamefilm er en dansk dokumentarfilm fra 1995, der er instrueret af Prami Larsen.

## Handling
En kavalkade af Cirkel Kaffe-reklamefilm fra 1957 til 1994.